# ヨハネス2世コムネノス
ヨハネス2世コムネノス（ギリシア語：Ιωάννης Β' Κομνηνός （Iōannēs II Komnēnos）、1087年9月13日 - 1143年4月8日）は、東ローマ帝国コムネノス王朝の第2代皇帝（在位：1118年 - 1143年）。同王朝初代皇帝アレクシオス1世コムネノスの子。「カロヨハネス」と讃えられた。中世ギリシア語形では「ヨアニス2世コムニノス」。

## 生涯
1087年9月13日、皇帝アレクシオス1世の長男として生まれたが、当時アレクシオスは前王朝であり皇后エイレーネー・ドゥーカイナの実家でもあるドゥーカス家のコンスタンティノス・ドゥーカス（ミカエル7世ドゥーカスの息子）を長女アンナ・コムネナの婚約者・帝位継承候補者として扱い、兄イサキオスを差し置いて帝位に就いたことへの配慮からイサキオスの息子ヨハネスも帝位継承候補者として扱っていたため、彼らや有力貴族層からの反発などを恐れてすぐにはヨハネスを帝位継承者とはしなかった。ヨハネスが正式に帝位継承者として共同皇帝に戴冠されたのは1091-1092年の間とされている。
1118年、既に共同皇帝となっていたヨハネスは、父の死により皇帝ヨハネス2世コムネノスとして即位した。しかし、その際には姉のアンナと母エイレーネーが、アンナの夫ニケフォロス・ブリュエンニオスを後継者に据えようとしていたたため、父の死期が近いことを確認したヨハネスは、父が死去する前に急いで大宮殿へ赴いて即位の既成事実を作らなくてはならなかった。
ヨハネスの即位後も、夫を帝位に就けて皇后になることを諦めていなかったアンナは、ヨハネスを暗殺するクーデターを計画したが夫のニケフォロスが優柔不断であったことから失敗に終わった。これに対しヨハネスは、姉を殺さないという寛大な処置を取ったことから民衆から尊敬され、“カロヨハネス”（Καλοϊωάννης （Kaloiōannēs）、「善良なるヨハネス」）と呼ばれた。なお、アンナは母とともに修道院入りして、夫ニケフォロスが書いていた父の伝記を夫の死後に引き継いで『アレクシアス（アレクシオス1世伝）』として執筆。世界史上でも稀な女性歴史家となった。
賢明で思慮深く誠実で、かつ強靭な精神の持ち主であったヨハネスは、帝国の再興のために倹約に努めて無駄な支出を抑制し、父の政策を継いで軍事力を再建し、対外政策に力を注いだ。ヴェネツィア共和国との戦いでは敗れてしまったが、北方においては帝国への侵入・掠奪を繰り返していたペチェネグ人を壊滅させ、東方においては、元はコムネノス家の知行地でありルーム・セルジューク朝に占領されていたパフラゴニアを始め、多くの小アジア領を回復した。1136年にキリキア・アルメニア王国を滅ぼし1137年にはアンティオキア公国を屈服させ、帝国を再び東地中海の強国として蘇らせることに成功した。また、父の貴族優遇政策を踏襲しつつもトルコ人のヨハネス・アクスークのような身分が低くても有能な人物を側近として取り立て、貴族勢力と皇帝を支える官僚の均衡を図りながら、巧みに国政を運営した。
同時代および後世の人間からも「彼はローマの帝位に就いたコムネノス家の諸帝中、最上の人物である」（ニケタス・コニアテスの『年代記』）といわれていたが、現代の歴史学者も、歴代の東ローマ皇帝の中でも屈指の名君であるとみなしている。
晩年のヨハネス2世には、長男のアレクシオスと次男のアンドロニコスに相次いで先立たれるという不幸もあった。1143年、遠征先のシリアでの狩猟の途中誤って毒矢を自分に刺してしまい、臨終の床で暗愚な三男イサキオスを廃して四男のマヌエルを皇位継承者と定め、56歳で死去した。
- ヨハネス2世コムネノスの大理石レリーフ（ダンバートン・オークス所蔵）
- ヨハネス2世が建立したパントクラトル修道院付属聖堂（現在のゼイレク・モスク（英語版）またはゼイレク・ジャミィ）

## 外交政策
ヨハネス2世の帝国西部における外交政策は、神聖ローマ帝国との同盟関係を重視するものであった。この政策の背景としては南イタリアにおいて勢力を強めるシチリア王国のルッジェーロ2世を牽制する必要が神聖ローマ・東ローマ双方に共通していた為である。

## 子女

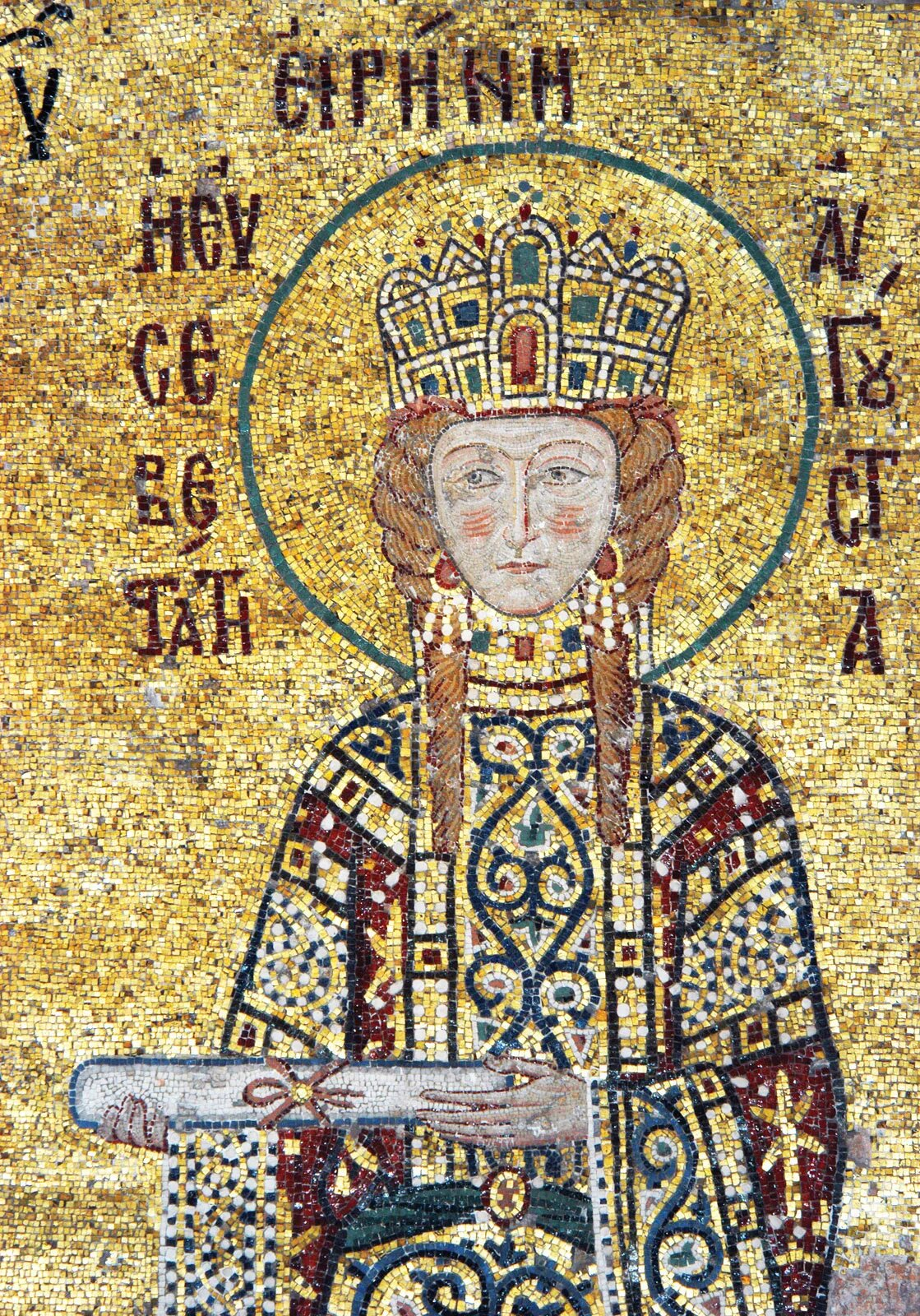
ハギア・ソフィア大聖堂内にあるエイレーネ―のモザイク画

1104年、ハンガリー王女ピロシュカ（エイレーネーと改名）と婚姻し、8子を儲けた。
- アレクシオス（英語版）（1106年 - 1142年）- 父と共同統治帝（在位：1122年 - 1142年）
- マリア
- アンドロニコス（英語版）（1108年頃 - 1142年）
- アンナ
- イサキオス（1113年頃 - 1154年）
- テオドラ
- エウドキア
- マヌエル1世（1118年 - 1180年） - 東ローマ皇帝